# 汪洙

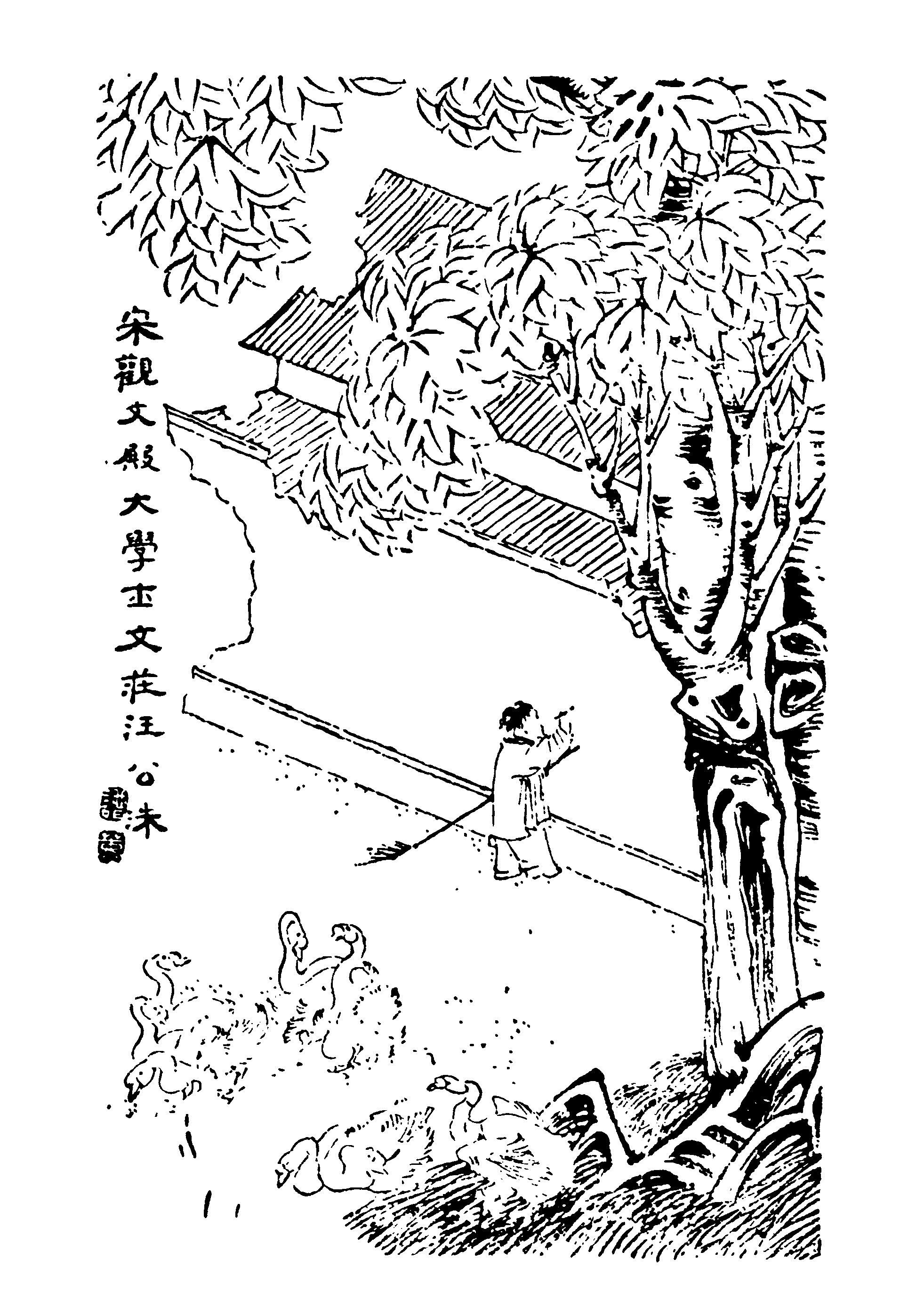
宋觀文殿大學士文莊汪公洙（清代畫家虞琴所繪，出自《四明人鑑》）

汪洙，字德温，庆元府鄞县人，北宋学者。年少时被称为“神童”。

## 生平
父亲汪元吉是鄞县的县吏。王安石任鄞县县令时，器重汪元吉人品，特命汪元吉为明州府司法参军，负责明州地方法律纠纷。汪洙九岁能诗，被称为“神童”。《通俗编》卷七记载，一次上级官员到访鄞县，见到汪洙身穿短衣，就问他衣服为什么这么短，汪洙立刻作诗回答：“神童衫子短，袖大惹春风。为去朝天子，先来谒相公。”
汪洙于宋哲宗元符三年（1100年），登进士。任明州府学教授，从此教书为业，弟子很多，为一府之望。官至正奉大夫，观文殿学士。曾提举台州崇道观，筑室西山，召集诸儒讲学，其室名“崇儒馆”。

## 通俗文学
汪洙才思敏捷，曾作不少通俗易懂的诗句，编为《神童诗》。后世又称《汪神童诗》，流传极广，与《三字经》并称。其中有不少名句，多为如何勤学上进，流传至今并被经常引用，如：
- “天子重英豪，文章教尔曹。万般皆下品，唯有读书高。”
- “朝为田舍郎，暮登天子堂。将相本无种，男儿当自强。”
- “少小须勤学，文章可立身。”
- “学向勤中得，萤窗万卷书。”
- “学乃身之宝，儒为席上珍。”
- “遗子黄金宝，何如教一经。”
- “久旱逢甘霖，他乡遇故知，洞房花烛夜，金榜题名时。”[4]

## 著作
- 《神童诗》，又称《汪神童诗》
- 《春秋训诂》

## 遗迹
- 今浙江省宁波市鄞州区汪洙墓道

## 延伸閱讀
[在维基数据编辑]
 在维基文库阅读此作者作品
 《四明人鑑·宋觀文殿大學士文莊汪公洙》，出自《四明人鑑》